# Lethrus mediocris
Lethrus mediocris är en skalbaggsart som beskrevs av Leon Fairmaire 1892. Lethrus mediocris ingår i släktet Lethrus och familjen tordyvlar. Inga underarter finns listade i Catalogue of Life.